# Jochen Senger
Jochen Senger (* 8. Mai 1929 in Berlin-Dahlem als Hans-Joachim Senger; † 25. Juli 2016 in Berlin-Wilmersdorf) war ein deutscher Maler und Bildhauer.

## Leben
Jochen Senger verbrachte seine Kindheit und Jugend in Berlin-Lankwitz.
Nach dem Abitur nahm er ein Studium an der Hochschule für Bildende Künste in Berlin auf. Hier begegnete er Max Pechstein, Karl Hofer, Richard Scheibe, Alexander Camaro, Paul Dierkes, Ernst Schumacher und Karl Hartung. Durch Will Grohmann, dem Kunsthistoriker und Mitstreiter des deutschen Expressionismus, gelangte er zur Moderne. Noch während des Studiums erhielt Senger durch den französischen Militärpriester Père Barth den Auftrag, die Hospitalkapelle im Quartier Napoleon zu gestalten. Mit einem Stipendium des französischen Staates ging er von 1952 bis 1953 nach Paris, wo er Fernand Léger kennenlernte. 1954 schloss er das Hochschulstudium als Meisterschüler von Hans Orlowski ab.
1955 folgte die Eheschließung mit Jadwiga, der Tochter von Alexander Camaro. Von 1956 bis 1966 lebte und arbeitete er abwechselnd in Altea, Spanien, wo er sein Atelierhaus entwarf und baute, und in Berlin. Mit einem Stipendium der HAPAG reiste Senger im November 1962 nach (Mexiko). Auf Empfehlung von Will Grohmann und mithilfe der Deutschen Botschaft bekam er bald wichtige Kontakte in Mexiko. Er traf Luis Islas Garcia, Jorge Juan Crespo de la Serna, Paul Westheim sowie den Galeristen Antonio Souza. Oktober 1963 heiratete er seine zweite Frau Gabriele, mit der er zwei Kinder hatte.
In Berlin lernte er 1967 Werner Haftmann kennen, den ersten Direktor der Neuen Nationalgalerie, in der 1970 eine große Einzelausstellung seiner Werke gezeigt wurde. In dieser Zeit begegnete er Künstlern wie Mies van der Rohe, Roberto Matta, Jorge Castillo, Pierre Soulages und Jean Tinguely. Von 1971 bis 1972 war er Stipendiat der Fondation Károlyi in Vence und des Consulat des Arts in La Garde-Freinet. 1972 ging Senger nach Dännemark, zuerst arbeitete er beim Freund in Hørsholm, dann mietete er ein Atelier in Hornbaek. Die Landschaft und die Stimmungen des Nordens, den er schon 1967 und 1968 in Norwegen kennengelernt hatte, beeinflussten seine Malerei. Knud W. Jensen, Direktor des Louisiana Museum of Modern Art in Humlebæk erwarb eine Arbeit.
Während eines Besuches in Karlsruhe bot ihm ein befreundeter Architekt ein freigewordenes Atelier in der Weinbrennerstraße an, in dem er von 1974 bis 1979 arbeitete. Hier kam es zu einer radikalen Veränderung seiner Bildsprache. In den Werkstätten der Akademie wurden mehrere seiner Lithographien gedruckt. Durch die Vermittlung von Karlsruher Galerien wurden seine Werke verkauft, unter anderen an die Staatliche Kunsthalle Karlsruhe. Da er in Karlsruhe nicht bleiben wollte, zog er in ein durch Heinz te Laake vermitteltes Haus in Johannisberg. Hier lebte er mit seiner späteren Frau Grazyna ab 1979 in einem großen Vorderhaus der Villa Mumm, in dem ihm ein weiträumiges Atelier zur Verfügung stand.

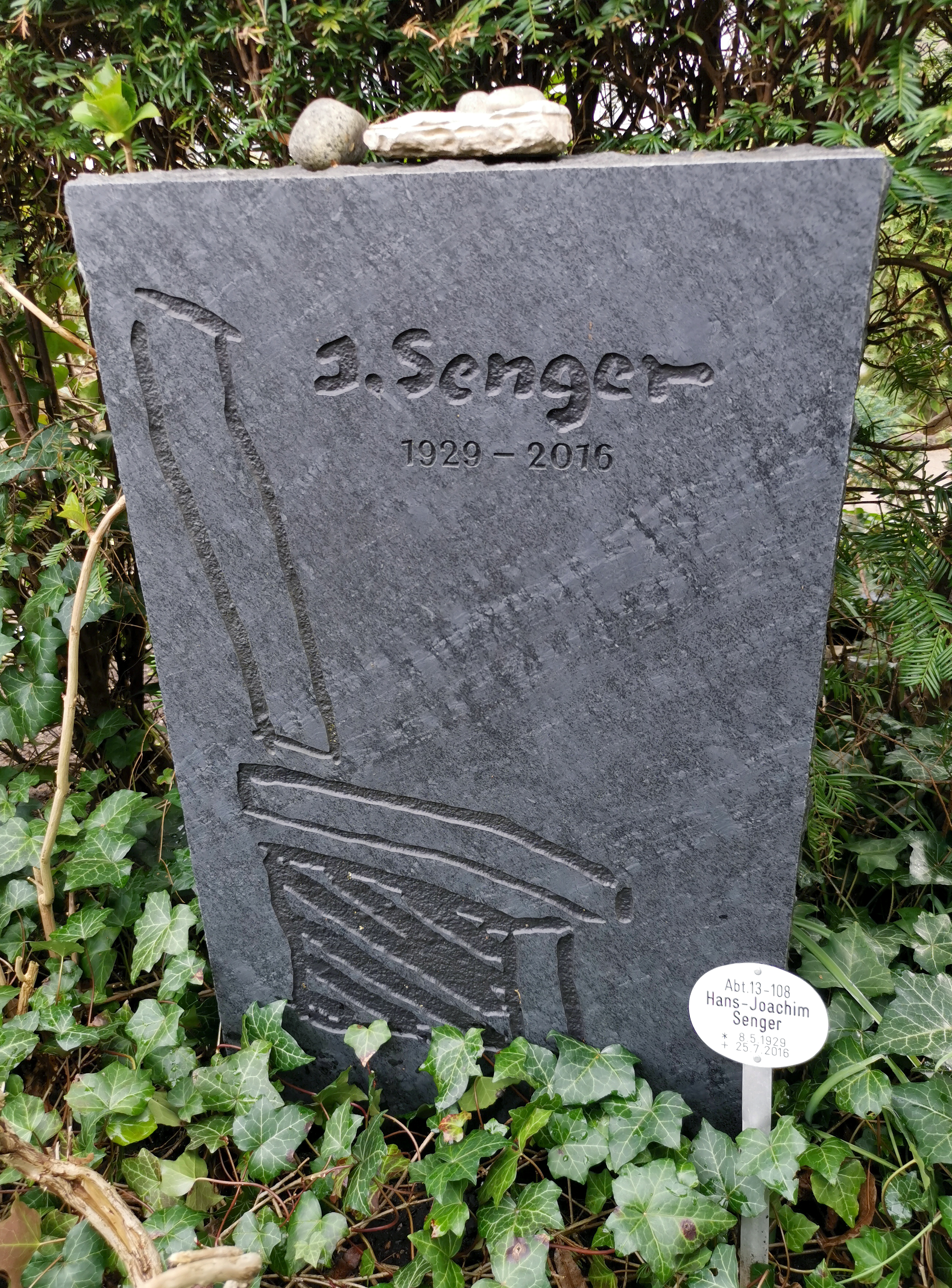
Grab auf dem Friedhof Schöneberg III

1980 und 1981 verbrachte er drei Monate im Valle de Bravo im mexikanischen Sommerhaus seines Gönners, der ihm einen Kunst-am-Bau-Auftrag für die Insel St. Lucia in der Karibik vermittelte. Es blieb jedoch bei der Planung. Schon früher hatte er derartige Aufträge in unterschiedlichen Materialien ausgeführt z. B. 1963 eine Skulpturenwand in San Roque (Spanien), 1969 eine Keramikwand für die Sammlung Ahrenberg in Chexbres (Schweiz) und 1974 die Hausbemalung für das Bildhaueratelier Wille in Vierhuizen, Holland. Es folgten größere Einzelausstellungen, 1982 in der Dresdner Bank, Frankfurt am Main, 1983 eine Retrospektive mit über 100 Werken in der Neuen Galerie der Staatlichen und Städtischen Kunstsammlungen in Kassel.
1985 verabschiedete Senger sich endgültig vom Rheingau und kehrte zurück nach Berlin, wo er seit 1983 bereits ein Atelier im Bezirk Wedding hatte. Mit dem Honorar für die Ausmalung eines 120 Meter langen Verbindungstunnels des DRK-Krankenhauses in Berlin-Gesundbrunnen erwarb er ein Bauernhaus in Zeetze im Wendland. Außer in der wendländischen Kunstszene stellte er seine neuen Werke in Krakau, Berlin und Madrid aus.
Er wandte sich der Technik des Siebdruck zu, in der viele neue Arbeiten entstanden.
Nach dem Verkauf des Hauses im Wendland arbeitete er von 1996 bis 2006 in einem vom Berliner Senat geförderten Atelier in Kreuzberg. Hier entwickelte er seinen Spätstil, reduziert auf architektonische Zeichen, die er mit schwarzer und weißer Tusche flächig auf das Papier setzte. Zuletzt lebte und arbeitete er in Berlin-Friedenau, wo er zusammen mit seiner Frau seit 1985 eine Wohnung besaß.
Senger fand seine letzte Ruhe auf dem Friedhof Schöneberg III in der Stubenrauchstraße in Berlin-Friedenau (Abt. 13-108).

## Ausstellungen

### Einzelausstellungen (Auswahl)
- 1960: Museum- und Kunstverein, Wuppertal,  Remscheid
- 1970: Nationalgalerie,  Berlin
- 1971: Fondation Carolyi, Vence/Frankreich
- 1982: Staat. Kunstsammlungen Neue Galerie, Schöne Aussicht, Kassel, Bilder und Zeichnungen
- 1989: Centro Cultural de las Rozas de Madrid
- 1993: Museen der Stadt Salzwedel, Salzwedel, Bilder/Zeichnungen/Plastiken
- 2001: Centro Cultural de las Rozas de Madrid, Sala Maruja Malo, Spanien
- 2003: Villa Oppenheim, BA  Charlottenburg-Wilmersdorf, Berlin, Homo Ludens
- 2011: Berlinische Galerie, Berlin

### Ausstellungsbeteiligungen (Auswahl)
- 1960: Haus am Waldsee, Berlin, Generation um 1930
- 1963: Haus der Kunst, München
- 1965: Galerie d’Art Moderne, Basel, Aspekte des Surrealismus 1924-1965
- 1966: Kunsthaus Hamburg, Berliner Bildhauer Maler
- 1968/1971: Kunstverein für die Rheinlande und Westfalen, Düsseldorf, Jahresgaben
- 1976: Nationalgalerie, Berlin
- 2002: Kupferstichkabinett, Berlin, Von der  Dürerzeit zur  Postmoderne
- 2003: Neue Berliner Kunstverein, Berlin, Jahresgaben,
Institut Mathildenhöhe, Darmstadt,Striche gegen das Nichts